# Chalkedonský koncil

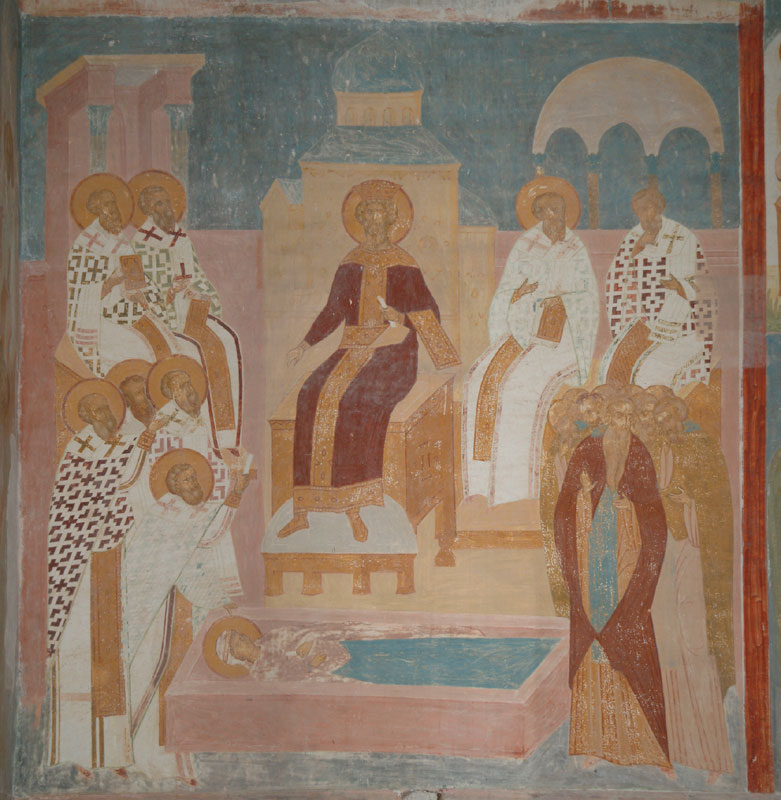
Chalkedonský koncil

Chalkedonský koncil (8. října – 1. listopadu 451) byl čtvrtý ekumenický koncil, který zasedal v Chalkédónu v Bithýnii v Malé Asii. Jako závazný jej pro svou nauku považují katolická církev a pravoslaví. Koncil odsoudil Eutychův monofyzitismus a vyhlásil Chalkedonské vyznání víry, které vyznává plné lidství a plné božství Ježíše Krista, druhé osoby Nejsvětější Trojice. Koncil odmítají východní křesťanské církve.
Patriarchům pentarchie byl přiznán titul papež. 

## Dějinné pozadí

### Pozůstatky nestorianismu
I poté, co Efezský koncil odsoudil nestoriánství, přetrvával konflikt mezi patriarchy Janem z Antiochie a Cyrilem z Alexandrie. Cyril tvrdil, že Jan zůstal nestoriánem, a Jan obviňoval Cyrila, že se stal přívržencem apollinarismu. Oba se snažili dojít ke smíru za prostřednictví berojského biskupa Akakia při jednání 12. dubna 433. Následujícího roku přistoupil k jejich formulaci i Theodorétos z Kyrrhu.
V této době však byla přeložena do syrštiny díla dvou dávno zemřelých antiošských teologů, Diodora z Tarsu a Theodora z Mopsuestie, a jejich spisy napomohly novému rozkvětu hereze mezi Armény. Oba teologové byli intervencí konstantinopolského patriarchy Prokla odsouzeni na celém křesťanském Východě.

### Eutychovská kontroverze
Asi dva roky po Cyrilově smrti roku 444 začal konstantinopolský mnich Eutychés učit mírně pozměněné christologické učení, aby zabránil novému šíření nestoriánství (jak zmiňuje ve svém listu papeži Lvu I. roku 448). Tvrdil o sobě, že je věrným žákem Cyrilovým, které prohlásilo za ortodoxní setkání roku 433.
Cyril pak učil, že „existuje pouze jedna φύσις fýsis, totiž vtělení Boha-Slova“. Cyril chápal řecký pojem φύσις zřejmě ve smyslu odpovídajícím latinskému pojmu persona (osoba), zatímco řečtí filozofové by jej překládali do latiny slovem natura (přirozenost). Mnozí tak rozuměli Eutychovu učení v tom smyslu, že se pokouší o renesanci ariánství – Areios odmítal božství – božskou přirozenost – Ježíše, zatímco Eutychés odmítal jeho lidství, tj. lidskou přirozenost.
Papež Lev I. se vyslovil v tom smyslu, že Eutychův omyl pramení spíše z nedostatku jeho nadání než ze zlé vůle. Jeho strana se v celém sporu snažila nezapojit se do sporu s protivníky, který neumožňoval, aby se ujasnilo, v čem došlo k nedorozumění. Eutychovo učení se rychle šířilo po celém křesťanském Východě.
V listopadu 447 byl na místní synodě v Konstantinopoli Eutychés označen za heretika dorylajským biskupem Eusebiem, který žádal, aby byl sesazen ze svého úřadu. Flavianos z Konstantinopole však nehodlal otázku vzhledem k výborné Eutychově reputaci rozřešit, avšak nakonec byl Eutychés sesazen a označen za heretika. Císař Theodosius II. a alexandrijský biskup Dioskúros nepřijali rozhodnutí synody. Dioskúros uspořádal vlastní synodu, která vrátila Eutycha do jeho úřadu a císař svolal koncil do Efezu na rok 449 a pozval též papeže Lva I., který měl být zastoupen svými legáty.

## Lupičská synoda
Flavianos mezitím dospěl k názoru, že Eutychés zastává mylné učení, a zpravil o tom též papeže Lva I. Papež proto napsal koncilu list, v němž žádal přijetí svého stanoviska, avšak odsouzení Eutycha přenechal samotnému koncilu.
Druhý efezský koncil svolaný Theodosiem II. se sešel 8. srpna 449 v počtu 130 biskupů a za předsednictví Dioskúra. Dioskúros zabránil papežským legátům, aby přečetli papežův list a císař zabránil, aby hlasoval kdokoli, kdo hlasoval o dva roky dříve pro Eutychovo sesazení. V důsledku toho se koncil rozhodl podpořit Eutycha a patriarchu Flaviana sesadil a odsoudil k exilu, krátce nato Flavianos zemřel. Papežským legátům se podařilo s papežovým listem Flavianovi uniknout. Při druhém zasedání koncilu, tentokrát již bez zastoupení legátů, bylo sesazeno několik dalších biskupů, včetně Iby z Edessy, Ireneje z Tyru (blízkého přítele Nestoriova), Domna z Antiochie a Theodoréta z Kyrrhu.
Rozhodnutí tohoto koncilu vyhrotilo vztahy mezi Východem a Západem, takže hrozilo schizma; vždyť koncil se vyslovil přímo proti papežově prohlášení. Papež sám pak tento koncil nazval „synodou lupičů“ – latrocinium – a odmítl přijmout její závěry.

## Průběh koncilu
Situace se nadále zhoršovala: papež požadoval svolání nového koncilu a císař odmítl ustoupit, byť o píď. Avšak ke zvratu došlo úmrtím Theodosia II. a nástupem Marciana na císařský trůn, neboť Marcianus obhajoval nauku Flaviana a Lva.
Císař souhlasil se svoláním nového koncilu, ale nikoli do Itálie, nýbrž opět na Východ. Papež však byl pozván, aby koncilu předsedal. Vyhoštění biskupové se mohli navrátit do svých diecézí a Flavianovo tělo bylo přeneseno do hlavního města a pohřbeno se všemi poctami.
Koncil se původně měl sejít v Nikaji, avšak byl přesunut na poslední chvíli do Chalkédónu, kde začal 8. října 451. Papežský legát Paschanius byl vyslán, aby koncilu předsedal. Lev I. koncilu poslal dopis, který odsuzuje latrocinium a popisuje správnou nauku o Vtělení, kterou lze nalézt již v předchozím listu Flavianovi. Jednalo se o nejhojněji zastoupený koncil ve starověku, účastnilo se jej zhruba 600 biskupů. Paschanius odmítl hlasovací právo Dioskúrovi, který na předešlém koncilu exkomunikoval papeže.
Marcianus si přál, aby koncil proběhl rychle a proto jej požádal, aby se vyslovil v otázce Vtělení dříve, než pokročí se samotným soudem. Koncilní Otcové však považovali za nezbytné shodnout se na novém znění vyznání víry a zároveň poukazovali na skutečnost, že jejich názor na dotyčnou nauku obsahuje již Lvův List Flavianovi (zvaný též Tomus). Po přečtení tohoto listu sami účastníci koncilu vzkřikli památné: „Ústy Lva promluvil Petr. To je ono, co věříme. Toto je víra apoštolů. Lev a Cyril učí tutéž věc.“
Koncil pokračoval soudem nad Dioskúrem, ten však odmítl před koncil předstoupit. Jednohlasně byl odsouzen a jeho dekrety byly anulovány. Marcianus poslal tedy Dioskúra do exilu. Biskupové byli požádáni, aby podepsali svůj souhlas s naukou obsaženou v Tomu, ale skupina třinácti Egypťanů odmítla. Císař proto rozhodl, že má být sestaveno nové krédo a jeho text předložen koncilním Otcům. Nedošlo ke konsenzu a navrhovaný text se ani nedochoval.
Paschanius hrozil, že se vrátí do Říma a svolá koncil tam. Marcianus jej podpořil s tím, že pokud se biskupové nedohodnou na dodatku ke krédu, bude nutné koncil přemístit. Tento dodatek byl posléze schválen, hovoří se v něm o spojení dvou přirozeností v jediné osobě Krista.
Více viz Chalkedonské vyznání.
Závěrečná ustanovení koncilu tvoří 28 kánonů. Biskupům byla svěřena pravomoc nad jejich diecézemi a směli zakládat a rušit vzniklé kláštery. Dále získali možnost svěřit svému zástupci (vikáři) starost o časné záležitosti a svolávat dvakrát ročně diecézní synodu. Kléru koncil zakázal přecházet libovolně z diecéze do diecéze a sloužit v armádě. Konstantinopol coby biskupské sídlo bylo deklarováno jako druhé co do významu hned po Římě. Proti tomuto poslednímu kánonu protestovali posléze papežští legáti, kteří jej odmítli podepsat.

## Důsledky koncilu
Bezprostředním důsledkem koncilu bylo nové schisma. Biskupové, kterým nebyl jazyk papežova Tomu blízký, chalkedonský koncil na třetím efezském koncilu odmítli a tvrdili, že nauka o dvou φύσεις, čili přirozenostech, je shodná s nestoriánstvím. Zde mají svůj počátek tzv. orientální církve, které až dodnes odmítají usnesení koncilu.
V nedávných letech zintenzivnil dialog zvláště mezi katolickou církví a orientálními církvemi. Ve vzájemných diskusích se poukazuje především na skutečnost, že historický rozdíl v nauce je spíše terminologickým nedorozuměním než skutečnou roztržkou a několik orientálních církví tak znovu navázalo společenství buď s katolickými nebo pravoslavnými církvemi.